# Neapoli (Macedonia Occidentale)
Neapoli (in greco Νεάπολη?) è un ex comune della Grecia nella periferia della Macedonia occidentale di 5.121 abitanti secondo i dati del censimento 2001.
È stato soppresso a seguito della riforma amministrativa, detta Programma Callicrate, in vigore dal gennaio 2011 ed è ora compreso nel comune di Voio.